# 322 Dywizja Strzelecka (ZSRR)
322 Dywizja Strzelecka (ros. 322-я стрелковая дивизия) – związek taktyczny (dywizja) Armii Czerwonej, którego zołnierze uczestniczyli m.in. w uwolnieniu więźniów niemieckiego obozu Auschwitz-Birkenau.
Dywizja uczestniczyła w walkach z armią niemiecką na terenie Polski w ramach operacji wiślańsko-odrzańskiej. Walcząc w rejonie Radziemic, Muniaczkowic, Chorążyc i Szczytnik jej przeciwniczką była niemiecka 602 Dywizja do Zadań Specjalnych. Dywizją dowodził gen. mjr Piotr Zubow. Żołnierze dywizji uczestniczyli również w działaniach bojowych w czasie których uwolniono więźniów niemieckiego obozu Auschwitz-Birkenau.

## Struktura organizacyjna
Skład w 1945 roku:
- 1085 Pułk Strzelecki
- 1087 Pułk Strzelecki
- 1089 Pułk Strzelecki